# Giulio Hardouin
Giulio Hardouin (nato Jules Hardouin; Caen, 17 maggio 1823 – Colonna, 5 ottobre 1905) è stato un nobile e militare francese naturalizzato italiano, I duca di Gallese.

## Biografia

### Le origini e la repressione della repubblica romana
Jules Hardouin era figlio di un orologiaio di Caen, dove nacque nel 1823. La sua famiglia era di condizioni modeste, e Hardouin decise di intraprendere la carriera militare per sostenere la famiglia, distinguendosi nel suo operato e raggiungendo il grado di sottufficiale nel corpo degli ulani.
Nel 1849, con lo scoppio delle agitazioni che portarono alla proclamazione della seconda repubblica romana, l'esercito francese venne chiamato in aiuto da papa Pio IX per proteggere lo Stato della Chiesa dai rivoluzionari e Jules venne inviato col suo reggimento al seguito del generale Nicolas Charles Victor Oudinot a Roma. Sbarcato al porto di Civitavecchia, coi suoi militari riuscì a ottenere la disfatta dei repubblicani. Il corpo militare francese, per mantenere l'ordine in città, si acquartierò in alcuni palazzi aristocratici romani, e a Jules venne assegnato Palazzo Altemps dove fu alloggiato al seguito della truppa nelle scuderie.

### Il matrimonio con la duchessa d'Altemps
Il palazzo Altemps era di proprietà della duchessa Lucrezia Alessandrina Altemps, da poco rimasta vedova del cugino Marco Aniceto Altemps, duca di Gallese, ultimo rappresentante della nobile famiglia romana, scomparso a soli 27 anni nel 1849, trasmettendo il titolo al loro unico figlio, Giovanni. La nobildonna si invaghì del giovane sottufficiale e  decise di sposarlo nel 1850, appena terminato il tempo necessario al lutto per la morte del primo coniuge. Fu la stessa duchessa d'Altemps ad ottenergli la promozione a sottotenente, così che col grado di ufficiale potesse essere considerato di rango. Poco dopo morì anche il suo unico figlio, Giovanni, e fu ancora una volta Lucrezia a ottenere questa volta da papa Pio IX che ricreasse per il suo nuovo marito il titolo di duca di Gallese, andato estinto con la morte dell'unico erede di suo marito, per evitare che l'aristocrazia romana non lo  ritenesse a tutti gli effetti un proprio pari. I nobili romani mantenevano un atteggiamento di diffidenza nei confronti dei francesi, nobili o meno che fossero, ai quali non avevano perdonato la deposizione di papa Pio VII in epoca napoleonica e l'occupazione di Roma. Pio IX  acconsentì a concedere all'Hardouin il titolo di duca di Gallese con disposizione dell'8 marzo 1861, oltre a concedergli i titoli accessori di marchese delle Rocchette e di patrizio romano.

### Duca di Gallese
Poco tempo dopo Lucrezia morì, lasciando Jules (il cui nome in italiano venne traslato in Giulio) proprietario di tutti i beni mobili e immobili degli Altemps ai quali era subentrato regolarmente nelle successioni. Come padrone, si impegnò attivamente nella conduzione delle proprietà terriere della famiglia, migliorandone il reddito e ricavandone ulteriore denaro. Giulio volle risposarsi subito, data la sua giovane età e la scelta, tramite l'interessamento della principessa Colonna di Sciarra, ricadde sulla nobildonna Natalia Lezzani. La Lezzani era la figlia del nobile Luigi Lezzani, la cui famiglia era originaria di Mendrisio, nel Canton Ticino, di vent'anni più giovane di lui e particolarmente attraente. I due si sposarono appena possibile, ma il matrimonio non fu felice, anche se  coronato dalla nascita di due figli. I due coniugi vissero vite separate pur sotto lo stesso tetto.
Nel 1868, Giulio decise di vendere il castello delle Rocchette con l'annesso titolo di marchese. Il neonato Regno d'Italia gli riconobbe il titolo di duca di Gallese solo il 27 aprile 1886.

### Gli ultimi anni
Nel 1883 sua figlia Maria conobbe il poeta Gabriele D'Annunzio, della quale si innamorò venendone ricambiata. La relazione venne però osteggiata da Giulio Hardouin per la differenza di classe, e anche perché a detta del duca il giovane d'Annunzio non era in grado di assicurare un futuro certo a sua figlia. I due allora fuggirono a Firenze e nel 1884 Maria rimase incinta. Per questo motivo Giulio fu costretto ad acconsentire ad un matrimonio riparatore che si svolse nella cappella di Palazzo Altemps a Roma, cerimonia alla quale Giulio non prese parte. Natalia Lezzani colse l'occasione del matrimonio della figlia e della benevolenza del genero nei suoi confronti, per trasferirsi a vivere con loro, sobbarcandosi il mantenimento della nuova famiglia di fronte alle latitanze del d'Annunzio ed abbandonando così definitivamente il marito col quale da tempo non aveva rapporti se non formali.
Giulio Hardouin morì a Palazzo Altemps a Roma nel 1905. Gli succedette  nei  titoli il figlio Luigi.

## Matrimonio e figli
Dal suo primo matrimonio con la duchessa Lucrezia Alessandra Altemps (1824-1861), celebrato a Roma nel 1850, Giulio Hardouin  ebbe solo una figlia, Maria, morta il 24 aprile del 1860 - ad appena 26 mesi di età -e sepolta nella cappella di palazzo Altemps.
Si risposò a Roma nel 1861 con la nobildonna Natalia Lezzani (1843-1925), dalla quale ebbe i seguenti eredi:
- Luigi (1862-1920), sposò Sofia Monroy, principessa di Belmonte
- Maria (1864-1954), sposò Gabriele D'Annunzio, principe di Montenevoso